# アシュランド (ドック型揚陸艦)
| USS Ashland (LSD-48) |                                                                               |
| 艦歴                 |                                                                               |
| 発注                 | 1985年12月11日                                                                |
| 起工                 | 1988年4月4日                                                                  |
| 進水                 | 1989年11月11日                                                                |
| 就役                 | 1992年5月9日                                                                  |
| 母港                 | サンディエゴ                                                                  |
| 性能諸元             |                                                                               |
| 排水量               | 軽荷排水量：11,149 t 満載排水量：16,883 t                                     |
| 全長                 | 610 ft (185.9 m)                                                              |
| 全幅                 | 84 ft (25.6 m)                                                                |
| 吃水                 | 21 ft (6.4 m)                                                                 |
| 機関                 | コルト・インダストリーズ製 16気筒ディーゼルエンジン四基 2軸, 33,000shp (25MW) |
| 最大速度             | 20+ ノット (37+ km/h)                                                         |
| 乗員                 | 士官22名、兵員391名                                                           |
| 上陸要員             | 402名、一時的に102名増員可能                                                  |
| 兵装                 | Mk 38 25mm単装機関銃 2基                                                      |
| 兵装                 | ファランクス 20mm CIWS 2基                                                    |
| 兵装                 | M2 12.7mm単装機銃 8基                                                         |
| 兵装                 | RAM近SAM21連装発射機 2基                                                      |
| 上陸艇               | LCAC4隻 LCM(8)型機動揚陸艇10隻 AAV7装甲兵員輸送車64両 のいずれか              |
| モットー:            | Deliver Liberty, Defend Freedom                                               |

アシュランド(USS Ashland, LSD-48)は、アメリカ海軍のドック型揚陸艦。ホイッドビー・アイランド級ドック型揚陸艦の8番艦。艦名はケンタッキー州レキシントンの、ヘンリー・クレーが少年時代を過ごした邸宅に因んで命名された。その名を持つ艦としては二隻目である。

## 艦歴
アシュランドは1988年4月4日にルイジアナ州ニューオーリンズのエイボンデール造船所で起工され、1989年11月11日にキャサリーン・フォーリー夫人（シルヴェスター・R・フォーリーJr.提督の妻）によって命名、進水した。1992年5月9日に就役する。
2005年8月19日、ヨルダンのアカバ港に停泊中、アシュランドとキアサージ(USS Kearsarge, LHD-3)は三発のカチューシャ・ロケットの攻撃を受ける。艦に被害はなかったが、一発のロケットによって一名のヨルダン兵が死亡し、もう一発が近くのドックに当たり別の兵士が負傷した。三発目はイスラエルのエイラート空港のタクシーに当たったが爆発しなかった。その後アルカーイダに関連するアブドラ・アル・アッザム旅団による犯行声明が行われた。
2013年8月23日から、トーテュガに代わり佐世保基地に配備された。
2023年3月23日、前方展開の任を終え、新たな配属先であるサンディエゴ海軍基地に向けて出港した。